# Tania Head
Tania Head (Barcelona; 31 de julio de 1973) es la identidad falsa que asumió Alicia Esteve Head para presentarse públicamente como una superviviente de los atentados del 11 de septiembre de 2001, al asegurar que en dicha fecha se encontraba en el piso 78 de la torre sur del World Trade Center cuando ocurrió la explosión.
Se unió a la Red de Supervivientes del World Trade Center, de la cual llegó a ser presidenta, mientras el nombre del personaje que inventó era mencionado permanentemente en reportajes sobre el ataque como uno de los principales testigos de los trágicos eventos.
Su presunto testimonio fue desmentido el 27 de septiembre de 2007 por reporteros del New York Times al revisar sus relatos y encontrar inconsistencias. Posteriormente el diario español La Vanguardia descubrió su verdadera identidad y desveló hechos como que las heridas que presentaba como causadas durante el atentado en Nueva York en realidad habían sido ocasionadas en otro incidente previo en España, según el testimonio de personas que conocían su verdadera personalidad.
Alicia Esteve es en realidad la hija del empresario Francisco Esteve Corbella, quien en 1992 fue condenado a prisión junto a su hijo -hermano de Alicia- Francisco Javier Esteve Head, por el delito de falsedad de documentos distribuidos por la empresa de abogados de Barcelona, BFP.

## Biografía
Alicia Esteve Head nació en Barcelona el 31 de julio de 1973, hija de una inglesa (lo que le permitió su inglés fluido y sin acento español) y del empresario barcelonés Francisco Esteve Corbella, quien se vio implicado en el Caso Planasdemunt en 1993 en el cual la empresa BFP Gestión y Asesoramiento Financiero captaba dinero negro y emitía pagarés falsos, desfalcando recursos para la compra de deuda pública sin reembolsar el dinero depositado. En el escándalo se vio involucrado también su hermano, Francisco Javier Esteve Head, quien fue condenado a pena de cárcel, junto a su padre, por delito de estafa, lo que causó el alejamiento de la hija y la madre del resto de su familia.
Entre 1998 y 2000, Esteve Head trabajó como secretaria de Takeshi Hironaka, uno de los líderes de la empresa Hotel de la Villa Olímpica S.A. (Hovisa), entonces propietaria del Hotel Arts. Según dijeron sus antiguos compañeros de Hovisa, en su entrevista al diario La Vanguardia, ya tenía las cicatrices de quemaduras en su brazo derecho debido a un accidente automovilístico en un Ferrari donde iba a 200 km/h con su novio. En el accidente su brazo salió despedido, tuvieron que buscarlo y reimplantarlo. Con estas cicatrices completaría su personaje de Tania Head, presentándolas como producto de la explosión en el World Trade Center.
En 2001 comienza una Maestría en Gestión Empresarial en la Escuela Superior de Administración y Dirección de Empresas (ESADE) de Barcelona.

## Tania Head
El 11 de septiembre de 2001  Esteve Head se encontraba a 6 mil kilómetros de distancia del World Center, como estudiante de gestión empresarial en ESADE, Barcelona. Al concluir la Maestría en 2002, desaparece. Se especula que entre el 2002 y el 2003 deja Barcelona y se establece en Midtown. A principios de 2004 uno de los fundadores de la Red de Sobrevivientes del World Center, Gerry Bogacz, supo que una mujer de nombre Tania Head había creado un grupo en línea para supervivientes. Kovaleski contactó a Head y para el 2005 ésta ingresa formalmente a la Red.

### ¿Superviviente de dónde?
Para crear un mayor impacto en su personaje, Alicia Esteve Head, presentada ante la Red de Víctimas como Tania Head, comenzó a asegurar que durante los ataques del 11-S ella se encontraba en el piso 78 de la Torre Sur, conocida como WTC 2 (World Trade Center 2). Esta torre fue la segunda en recibir el impacto del Vuelo 175 de United Airlines a las 9:02:59, el único impacto que pudo ser visto en directo en todo el mundo cuando ocurrió. 59 minutos después del impacto, la torre colapsó, siendo la primera en hacerlo debido a la rápida debilitación que el fuego causó en la estructura del edificio y porque el daño fue mayor que en WTC1. El impacto se calcula fue entre los pisos 77 y 85, es decir, la versión de Head la pone en uno de los lugares de más difícil supervivencia, cerca del piso 81 donde se encontraba Stanley Praimnath, quien desde su oficina vio el United 175 aproximándose.
En WTC2 cerca de tres mil personas pudieron escapar, entre las cuales 18 personas que estaban en pisos superiores al punto de impacto pudieron escapar a través de un pasaje codificado por NIST como Stairwell A (Escalera A), 619 personas que se encontraban en los pisos de impacto y por debajo de estos, perecieron y 11 personas que estaban en los pisos de impacto murieron.
La evacuación de WTC2 comenzó a las 8:45, es decir, inmediatamente después de la colisión contra WTC1 y 17 minutos antes de su propia colisión, lo que dio tiempo para una mejor evacuación que la de la torre norte, sin embargo por el sistema de sonido de WTC2, en dicho lapso de tiempo, se anunció que la torre estaba segura.
Tania Head se incluyó en la lista de los supervivientes por encima del punto de impacto, lo cual la haría la persona número 19. Decía, además, que su novio, un personaje que identificaba como Dave, había muerto en WTC1, pero en un relato posterior dijo que era su esposo. Investigaciones posteriores descubrieron que entre las víctimas de WTC1 sí había un Dave, pero su familia negó cualquier conexión con una supuesta Tania Head y solicitó a los medios no publicar sus identidades por respeto a su memoria.
A medida que pasaba el tiempo y su bulo adquiría más público y la admiración de los sobrevivientes reales, Tania conectó su historia con la de Welles Crowther, el "Héroe del Pañuelo Rojo", un joven que trabajaba para Sandler O'Neill y Asociados en el piso 104 de WTC2 y quien, tras la colisión, con un pañuelo rojo cubriendo su nariz y boca para protegerse del polvo, salió e ingresó al edificio por lo menos tres veces para rescatar 12 personas y quien pereció cuando la torre colapsó. Head se incluyó entonces en la lista de los rescatados por Crowther. Incluyó además una anécdota en la cual un hombre moribundo le dio su anillo de bodas, delegándola para que se lo diera a la viuda si ella fuese rescatada.

### Participación en actos públicos
Head comenzó a conceder entrevistas a los medios y fue invitada a dar conferencias en universidades. Para el 2005 formó parte del grupo de voluntarios escogidos para liderar la visita de tributo a las ruinas del WTC por un grupo conformado por el alcalde mayor de la Ciudad de Nueva York, Michael Bloomberg, el exalcalde Rudy Giuliani y el exgobernador de Nueva York, George Pataki, personalidades con las que se tomó foto y que le dieron muestras de afecto. Después de la visita de tributo, se la vio con frecuencia en la zona cero (Nueva York) como guía de visitantes a quienes introducía con la frase:

Yo estuve allí en las torres. Soy una superviviente. Les voy a contar acerca de ello.

En un artículo de 2004 de la periodista Amanda Ripley, Tania Head fue presentada como una de las 20 mil personas que sobrevivieron los ataques describiéndola como una mujer que recibió heridas mientras era evacuada y a quien Head le dice:

La gente no puede entender. Vimos cosas. Tuvimos que hacer decisiones de vida o muerte. Entre más alto el piso, más solo estabas. No puedo deshacerme de mi miedo que va a volver a ocurrir.

## Desvelada su identidad
En septiembre de 2007 The New York Times buscó verificar los detalles de la historia de Head al considerarla uno de los testimonios más importantes. Las sospechas comienzan cuando los reporteros descubren que los títulos que ella decía tener de la Universidad de Harvard y de la Universidad de Stanford no aparecían registrados en dichas instituciones. También quedó demostrado que  no trabajaba en Merrill Lynch con oficinas en el World Trade Center, que era lo que aseguraba para justificar su presencia en WTC2. Al mismo tiempo comenzó a rechazar entrevistas con la prensa. El New York Times, entonces, comenzó a contactar a otros miembros de la Red de Sobrevivientes para verificar los relatos de Head. El 27 de septiembre de 2007 la Red hizo una votación para destituir a Tania Head como su presidente debido a las sospechas que se estaban creando y  a su negativa a enfrentarse a los medios.
El 29 de septiembre de 2007 el periódico español La Vanguardia reveló que Tania Head era en realidad Alicia Esteve Head, oriunda de Barcelona y perteneciente a "una familia de conocidos empresarios barceloneses que se vio implicada en 1992 en el escándalo económico conocido como el caso Planasdemunt (...)".

### Reacciones
Después de que el bulo fuera descubierto, Esteve Head no hizo ningún intento en desmentirlo, rechazó toda solicitud de entrevistas y desapareció, probablemente abandonando Nueva York. También se confirmó que Esteve Head, en el papel de Tania, nunca pidió dinero y que al parecer todo era solo para llamar la atención. Su abogada, Stephanie Furgang Adwar, dijo a los medios que ni ella ni su cliente podían dar declaraciones con respecto a la veracidad de su relato.

## Paradero actual
En febrero de 2008, los 500 miembros de la Red de Sobrevivientes recibieron un correo electrónico anónimo desde una cuenta española en el cual se anunciaba que Head se había suicidado, pero esto nunca fue probado, y la localización o suerte de Esteve Head siguió siendo un misterio. La Vanguardia reveló que Esteve Head regresó a Barcelona en el anonimato y que en 2011 encontró empleo en la compañía Inter Partner, pero en abril de 2012 la compañía descubrió su historia y la despidió. En la actualidad (septiembre de 2021) reside en Barcelona donde vive con su madre y ha abierto una empresa de reformas.

## Cultura popular
En 2012, Robin Gaby Fisher y Angelo J. Guglielmo Jr. publicaron un libro y un documental sobre la historia del engaño de Alicia Esteve Head como Tania Head, bajo el título de The Woman Who Wasn't There. El Canal Cuatro de la Televisión Española produjo también un documental sobre la misma, 11-S, Me lo inventé todo.